# Tamara Dobrin
Tamara Dobrin (n. 18 iunie 1925, Ghimeș-Făget – d. 5 martie 2002, București), a fost o profesoarǎ,  membru supleant al CC al PCR (1974-1976), membru al CC al PCR (1976-1989). Tamara Dobrin a fost o activistă PCR în mediul universitar, care a fost direct implicată în represiunile antistudențești din perioada 1956-1960, când era secretară de partid pe Universitatea din București. Propulsată în funcții de conducere cu sprijinul direct al Elenei Ceaușescu, a deținut înalte demnități în cadrul Frontul Democrației și Unității și a fost vicepreședinte al Consiliului Culturii și Educației Socialiste.

## Distincții
- Ordinul Muncii clasa a III-a (28 iunie 1965) „pentru activitate îndelungată și merite deosebite în dezvoltarea învățămîntului superior artistic”[2]
- Ordinul Muncii clasa a III-a (10 iulie 1965) „pentru merite deosebite în realizarea sarcinilor prevăzute în Directivele celui de al III-lea Congres al Partidului Muncitoresc Român”[3]
- Ordinul „Steaua Republicii Socialiste România” clasa a III-a (16 decembrie 1972) „pentru merite deosebite în opera de construire a socialismului, cu prilejul aniversării a 25 de ani de la proclamarea Republicii”[4]